# Sandy Row
Sandy Row je ulica u Belfastu, u Sjevernoj Irskoj koja se proteže od središta grada i u glavnom su na njoj dućani dok su u poprečnim ulicama stambene jedinice. Većinsko stanovništvo pripada protestantantskoj radničkoj klasi. Ulica je bila mjesto važnih dešavanja i poznata je po incidentima koji su se desili tijekom tzv. The Troubles u Sjevernoj Irskoj.
Sandy Row je također poznat i kao turističko odredište jer se na njemu mogu vidjeti murali koji opisuju događaje tijekom sjevernoirskog sukoba. Hotel Europa, koji se nalazi u blizini ulice, bio je bombaška meta Privremena IRA-e čak 33 puta između 1972. i 1994. Poznat je i kao hotel u Europi s najviše puta izvršenim bombaškim činom. Na operu, Grand Opera House, u blizini ulice također su bačene eksplozivne naprave nekoliko puta.